# Lamberto Dalla Costa
Lamberto Dalla Costa (ur. 14 kwietnia 1920 w Crespano del Grappa, zm. 29 października 1982 w Bergamo) – włoski wojskowy i bobsleista, złoty medalista igrzysk olimpijskich.

## Kariera
W latach 20' XX wieku Lamberto Dalla Costa zgłosił się na ochotnika do Regia Aeronautica (wł. Królewskie Siły Powietrzne), dochodząc do stopnia sierżanta. Największy sukces w karierze sportowej osiągnął w 1956 roku, kiedy w parze z Giacomo Contim zdobył złoty medal w dwójkach podczas igrzysk olimpijskich w Cortina d’Ampezzo. Był to jego jedyny start olimpijski. Nigdy nie zdobył medalu na mistrzostwach świata, najlepszy wynik osiągnął na mistrzostwach świata w Sankt Moritz w 1957 roku, gdzie w dwójkach zajął czwarte miejsce. Jeszcze w 1957 roku zakończył karierę.